# Dyskolonius uniramus
Dyskolonius uniramus är en mångfotingart som först beskrevs av Carl Graf Attems 1938.  Dyskolonius uniramus ingår i släktet Dyskolonius och familjen fingerdubbelfotingar. Inga underarter finns listade i Catalogue of Life.